# Anisogomphus fujianensis
Anisogomphus fujianensis е вид водно конче от семейство Gomphidae.

## Разпространение
Видът е разпространен в Китай (Фудзиен).